# Coniothyrium acaciae
Coniothyrium acaciae är en svampart som beskrevs av Trotter 1916. Coniothyrium acaciae ingår i släktet Coniothyrium och familjen Leptosphaeriaceae.   Inga underarter finns listade i Catalogue of Life.